# Sarsiella neapolis
Sarsiella neapolis är en kräftdjursart som beskrevs av Louis S. Kornicker 1974. Sarsiella neapolis ingår i släktet Sarsiella och familjen Sarsiellidae. Inga underarter finns listade i Catalogue of Life.